# Distrito de Huallanca (Bolognesi)
El distrito de Huallanca es uno de los quince que conforman la provincia de Bolognesi ubicada en el departamento de Áncash en el Perú.

## Toponimia
El nombre del distrito procede de la voz quechua wallankuy, nombre familiar de varias plantas cactáceas del género Opuntia. y de dos vocablos quechuas "Walla - anka", que significa, Wall, piedra y Anka, gavilán, en resumen, Gavilán de Piedra.

## Símbolos
BANDERA:
Está formada por un lienzo de seda tricolor, el celeste representa al cielo hermoso que hace contraste con sus nevados, el verde a su ganadería rica y extensa, el amarrillo a su gran recurso natural y principal fuente económica la minería. Fue creada por tres hijos huallanquinos, Henry Camargo, John Pacheco y José Causso.
ESCUDO:
Fue creado por Fausto Egúsquiza Espinoza, un gran fotógrafo de la ciudad

## Superficie
El distrito de Huallanca abarca una extensión de 873.39 km², que corresponde al 27.7% del total de la superficie de la Bolognesi.

## Ubicación
El distrito de Huallanca se ubica en la zona Sureste de la Región Ancash. Geográficamente se encuentra en el lado Este de la cadena Occidental de la Cordillera de los Andes del Perú, segmento centro-norte. Hidrográficamente pertenece a la cuenca de marañon.

## Límites
Limita al norte con el distrito de San Marcos, en la provincia de Huari y el distrito de Llata, en la provincia de Huamalíes, al este con los distrito de Pachas, distrito de Ripán y La Unión, en la provincia de Dos de Mayo. Al sur con el distrito distrito de Queropalca, en la Lauricocha y al oeste con el distrito de Aquia y el distrito de Huasta, Bolognesi. Los límites al Este y Sur corresponden a la Región Huánuco.

## Vías de comunicación
- Desde Lima, Desvío Pativilca-Huaraz, Desvío Conococha-Antamina, Desvío Antamina-Huallanca, Huallanca: 405 km
- Desde Huaraz, Desvío Conococha-Antamina, Desvío Antamina-Huallanca, Huallanca: 165 km
- Desde Huánuco, Tingo Chico, La Unión, Huallanca: 173 km

Nueva ruta que debe ser tomada en cuenta en forma descendente: Por la orilla del río Pativilca, Huallanca-Aquia-Huasta-Pacllón-Llacclla-Canis-Cajamarquilla-Llipa-Cajatambo-Barranca. Tramo que falta, del acceso al distrito de Llipa puente mury-Canis-Llaclla-Pacllón,aproximado 40 km.

## Población
Según proyección del INEI al 2014, hay 8.531 habitantes, de los cuales 4.829 viven el área urbana. Los Votantes registrados en las Elecciones del 2014 fueron 4.285.
Según cálculos estadísticos, el 70% de la población de Huallanca profesa la Religión Católica, mientras que un 30% de la población congrega en otras denominaciones (Adventistas, Testigos de Jehová, Israelitas del Nuevo Pacto, etc.).[cita requerida]

## Historia

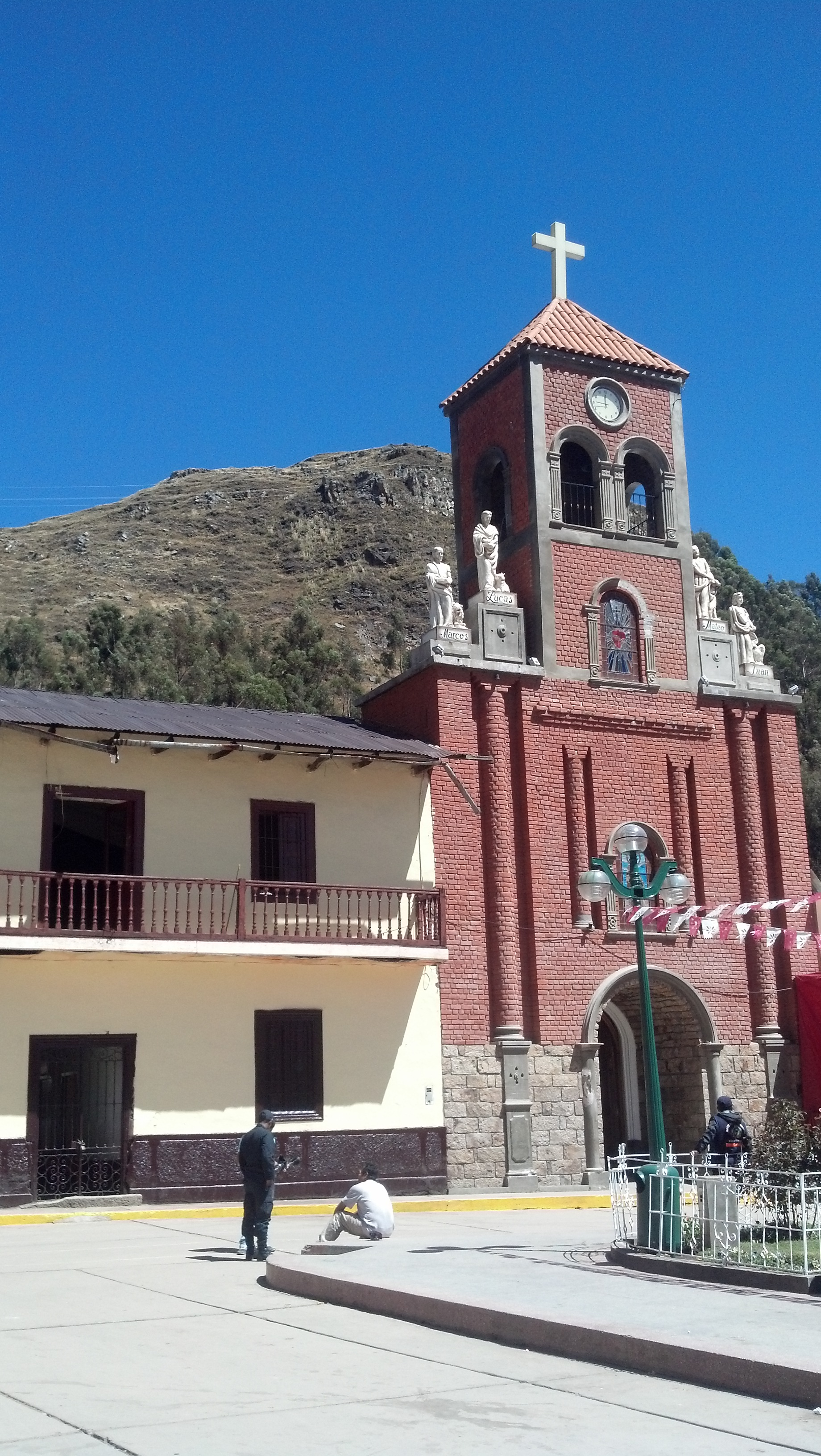
Antigua municipalidad e iglesia matriz de Huallanca

Desde épocas pre-incas la zona de Huallanca fue poblada por poblaciones que fueron influidas por las culturas Chavín y Wari. Desde el siglo XIII aproximadamente la zona conformó parte del territorio del pueblo Yaro (Yarowilkas), los cuales se adhirieron al imperio incaico a manera de nación confederada. Los restos de la etapa Yaro están dispersos por todo el distrito, destacando los de los cerros Sagrapetaca y Shipán.
En la colonia fue parte del corregimiento de Cajatambo, siendo propiedad del Marqués de De La Puente, radicado en Huánuco. En algún momento de fines de coloniaje, llegó a ser cabeza de partido ( = provincia actual).
En 1770 se registran los primeros descubrimientos de vetas argentíferas en la zona de Purísima y Mina Mercedes (alturas de la laguna Contaycocha), por cateadores peruanos (Liberato Cashin) y portugueses (Beteta, Rodrígues), lo que hace que fluya una gran cantidad de colonos españoles y portugueses a la zona.
A inicios del siglo XIX ya se tiene constancia de un asentamiento minero en la zona del barrio Carmen Alto, conformado por mineros de origen europeo principalmente. Estos apoyaron a la expedición patriota con algunos voluntarios, forraje y dinero durante la guerra de independencia.
La población del asiento minero decide en 1832 declararse pueblo, escogiendo como sus patronos a San Juan Nepomucemo y la Virgen del Carmen. Esto es celebrado con la realización de 2 tardes taurinas, que desde la fecha se convirtió en tradición del mes de julio. La declaración de pueblo es refrendada por el Mariscal Agustín Gamarra el 21 de noviembre de 1839 en Cusco, fecha que es celebrada como fundacional por la población huallanquina desde entonces.
El distrito fue creado el 2 de enero de 1857 mediante Ley s/n por el Mariscal Ramón Castilla. Posteriormente fue transferido a la provincia de Huamalíes. En 1870 junto con los distritos de Aguamiro, Pachas, Ripán, Baños y Chupán se disgregan y conforman la Dos de Mayo, con la capital provincial ubicada en la ciudad de La Unión (por la Unión de Aguamiro y Ripán). Entre estos años se fundó la emblemática escuela Huallanquina de primaria N° 393 (Actual IE 32226, Raúl Córdova Alvarado).
Durante la Guerra del Pacífico la población huallanquina volvió a mostrar su patriotismo apoyando a las tropas del Mariscal Andrés Avelino Cáceres y entorpeciendo el avance del batallón chileno que lo perseguía. En esta época, varias familias enriquecidas por la explotación mineral puso a resguardo sus riquezas, dando origen a los famosos "entierros" en muchas casonas antiguas y fundos. 
Desde finales del siglo XIX hasta la década de los 20 del siglo XX se desarrolló fuertemente la actividad minera, con la llegada de inversionistas extranjeros, profesionales mineros y aventureros exiliados de Europa (principalmente portugueses, italianos y alemanes). Entre los inversionistas destacó el empresario argentino Carlos Rizo Patrón Daguerre, el cual creó un pequeño emporio minero con Huallanca como centro de operaciones y que enviaba el mineral a la zona de Cerro de Pasco y a la costa de Paramonga. En esta época el desarrollo tecnológico llega a Huallanca antes que a otras localidades, siendo el primer pueblo de la zona en contar con electricidad, hoteles, club de tiro, equipos de fútbol, y hasta automóviles.

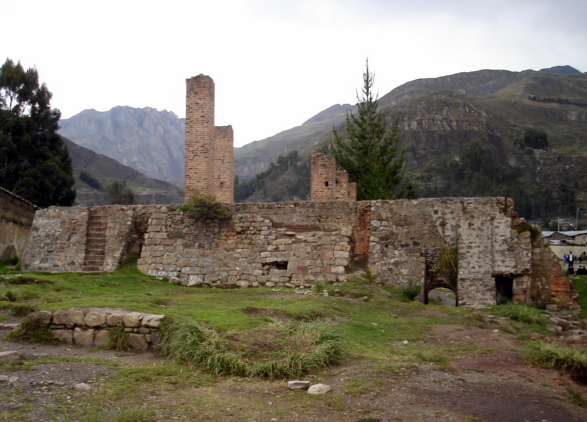
Antigua Fundición Minera

El final de la I Guerra Mundial y la epidemia de Gripe Española ocasionó una fuerte disminución de la actividad minera, la cual se vio fatalmente golpeada por la muerte de Carlos Rizo Patrón y la crisis económica mundial de 1929. Muchas familias de italianos y alemanes migran a otras partes del Perú, mientras que algunas deciden quedarse pues ya habían asentado raíces en el pueblo.
Entre las décadas del 30 al 60 del siglo XX, ante la decadencia minera, la economía de Huallanca tuvo un fuerte componente agropecuario, especialmente ganadero. Las familias poseían en propiedad o arrendamiento grandes fundos y estancias con ganado ovino, caballar y vacuno selecto. Se hicieron famosos los quesos huallanquinos por su sabor, textura y calidad, llegando a ser preferidos en muchas ciudades del país y llegando a ser premiados en competencias internacionales en Europa. En esta época de viajes a caballo a Huánuco, Huaraz, Cerro de Pasco o la Costa cobra importancia la figura del arriero huallanquino y sus aventuras ; teniendo importantes referentes locales como "Chimu" Zelaya o "Sapcha" Vargas. En 1939, con motivo del centenario del pueblo se erigió un obelisco en la plaza de armas (la recordada Shayhua).
En 1958 inician las primeras exploraciones mineras en la zona de Santa Lucía de Huanzalá, en la cuenca del río Torres, al confirmarse la existencia de mineralización económicamente explotable, la empresa Mitsui Mining & Smelting, de capitales japoneses decide abrir la mina de Santa Luisa de Huanzalá en 1968, inaugurando además la carretera de salida a la costa por la ruta Yanashalla, Aquia, Chiquián, Conococha, Pativilca. A esta inauguración asistió el presidente de entonces, arq. Fernando Belaúnde Terry. 
Durante la década de 1970, el gobierno revolucionario del general Juan Velasco Alvarado llevó a cabo la Reforma Agraria, la cual afectó fuertemente la economía huallanquina, al despojar de sus fundos a la mayoría de familias tradicionales que hacían los productos agropecuarios de reconocida fama. La reforma dio pase a la formación de comunidades campesinas, así como a la expropiación de los terrenos de la Virgen del Carmen en la zona de Chiuruco, la cual pasó a manos de la municipalidad distrital. El declive agropecuario fue tan pronunciado que hasta la actualidad la recuperación no ha llegado a mejorar la productividad de antaño.
En la década de 1980 el terrorismo de Sendero Luminoso y el MRTA amenazaron la zona, con incursiones en las ciudades de La Unión y Chiquián, en la zona de Huallanca merodearon por las zonas altas de los fundos pero nunca entraron al pueblo. La década de 1990 trajo el fin del terrorismo y el inicio de un fuerte desarrollo económico por el movimiento comercial entre los pueblos de la zona, del cual Huallanca actuaba a manera de puerto con la costa, así como por la anexión del distrito a la región Chavín por referéndum en el cual el 88% de la población huallanquina decidió afirmativamente. Esta anexión quedó una vez que se suspendió el proceso de regionalización y se volvió al esquema de departamentos, permaneciendo el distrito hasta la actualidad en el departamento de Ancash. 
Las exploraciones mineras se intensificaron en los últimos años, encontrándose nuevos yacimientos en los límites con Aquia y Huasta (Hilaríon, Atalaya). La privatización del cercano yacimiento de Antamina en 1996 permitió un gran movimiento económico en la zona por los trabajos de construcción y operación de la mina, en la cual se utilizó a Huallanca como base de operaciones por su cercanía al proyecto, existencia de vías de comunicación y de infraestructura adecuada para albergar el gigantesco pero temporal aumento poblacional que se dio en esas épocas. Hasta la actualidad trabaja en Antamina una gran cantidad de huallanquinos.
La primera década del siglo XXI ha sido la de un desarrollo constante, con una clara mejora en la calidad de vida de la población, que ya no es considerada como distrito pobre por el INEI, además de una mejora en las comunicaciones con el asfaltado de la vía Huallanca, desvío Antamina, Conococha, a cargo de la Cía. Minera Antamina. La extensión de la capital se ha duplicado, apareciendo nuevos barrios como Miraflores (en la zona de Ogopampa), Chinllillín, Huamantanga, Las Flores (zona alta de La Toma), etc. Asimismo ha mejorado la cobertura eléctrica, de agua potable y alcantarillado y el pavimentado de las calles de la ciudad. En comunicación con los fundos, estancias y comunidades se han construido o restaurado los accesos carreteros a Llacuash, Huachwa, Siete Lenguas, Ccoriac, Galagniog, Ishpaj, Colla, Etc.

## Capital
La capital es la ciudad de Huallanca (reconocida como tal en el gobierno de A.B. Leguía en 1919), a una altitud 3,544 m s. n. m. Su nombre coincide con el de una cactácea, con hojuelas que parecen velas- a decir de Alberto Tauro del Pino-, en «Enciclopedia Ilustrada del Perú» (2002). Otra versión de la etimología del nombre Huallanca se refiere a las voces quechuas Walla (piedra) y Anka (gavilán).
La ciudad se ubica en un valle estrecho y corto de dirección Suroeste - Noreste, formado por la confluencia de los ríos Ishpaj, de dirección Sur-Norte, y Torres de dirección Noroeste-Sureste, los cuales forman el río Vizcarra en la zona de Puente Nuevo, en la salida Norte de la ciudad. La altitud del valle varía desde los 3490 m s. n. m. en el extremo norte de Ogopampa hasta los 3565 m s. n. m. en la zona del barrio de La Toma.

### Barrios principales
- Barrio Carmen Alto: Fue el barrio fundador, pues ahí se asentaron las primeras edificaciones habitacionales y mineras de los colonos exploradores de las minas. En este barrio se encuentra la Iglesia de Carmen Alto, construida en 1832 y terminada el año de 1841.

- Barrio Leoncio Prado: Conformado por los habitantes que viven a lo largo del jirón Leoncio Prado, es uno de los barrios más organizados y activos en cualquier fiesta popular. Suelen apoyar Los "Encierros" de Fiestas Patrias y la organización de cuadrillas de Negritos en Navidad y Año Nuevo.

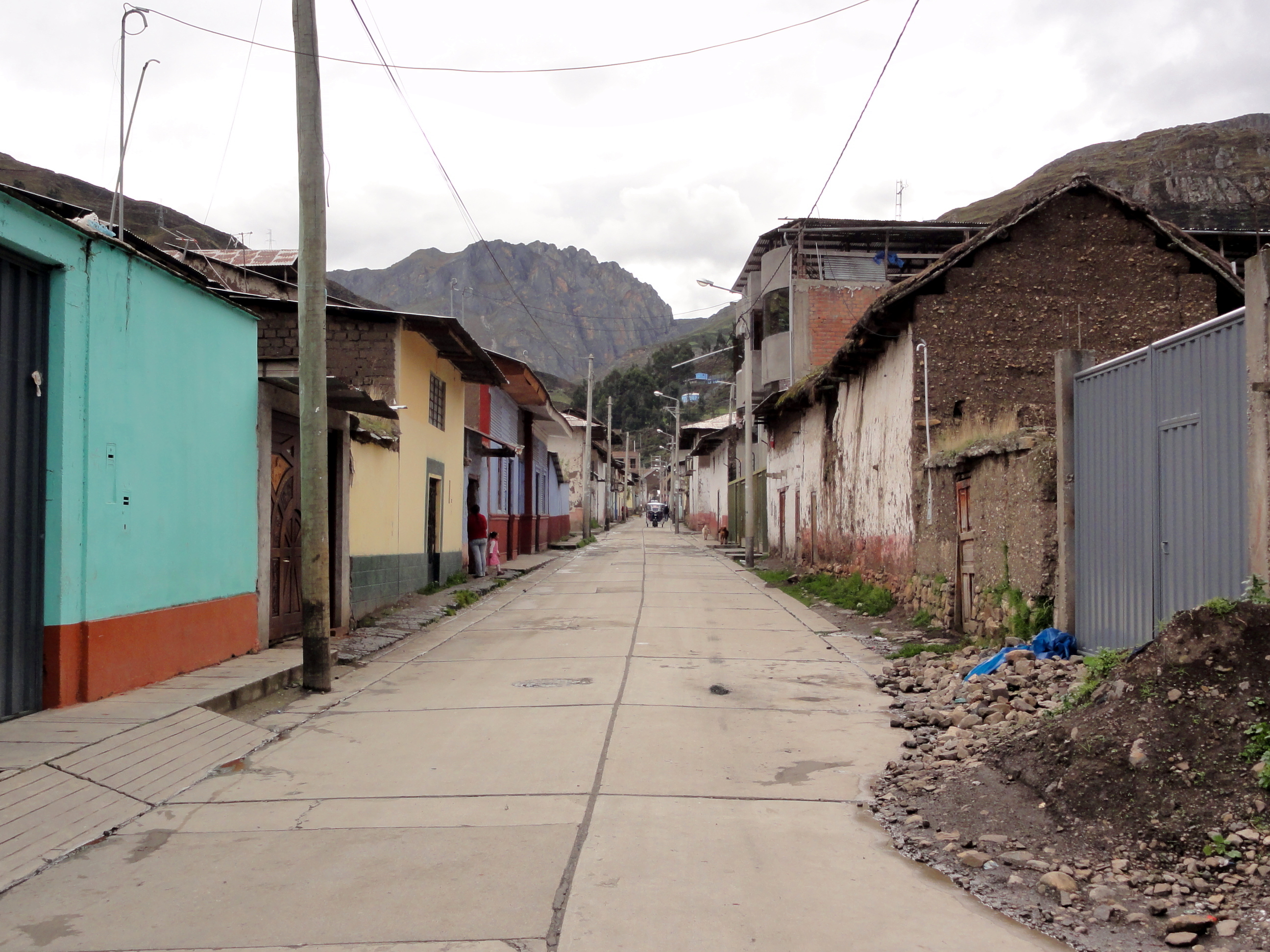
Jirón Leoncio Prado

- Barrio Central: Conformado por la zona de la Plaza de Armas y las 3 primeras cuadras de los jirones Comercio, Arequipa y 28 de Julio. Es el Barrio con mayor movimiento económico de la ciudad, y donde se pueden ver muchas de las casas tradicionales huallanquinas de estilo europeo.

- Barrio Huarupampa: Está conformado por el margen del río Torres, el jirón Tarapacá, el jirón Progreso, jirón Junín, jirón Ayacucho hasta la explana de Cañaveral, ubicado al oeste de la ciudad. Es uno de los barrios tradicionales y el más antiguo, cuna de músicos, artesanos, poetas, pintores, escultores, resaltando en las fiestas carnestolendas representando a Huallanca y hoy es llamado con justicia Barrio Huarupampa cuna del carnaval huallanquino.

- Barrio Las Flores: Ubicado a tres cuadras de la plaza mayor de Huallanca, al lado sur, cerca del río Ishpag vecino del Barrio La Toma.

- Barrio La Toma: Otro barrio tradicional del pueblo, llamado así por estar dentro de su territorio "la toma de agua" que surtía a toda la población huallanquina. En este barrio aún se pueden observar muchas de las hermosas grandes casonas antiguas, tradicionales de las extensas familias huallanquinas.

- Barrio Lima: Ubicado en la margen derecha del río Ishpag, a lo largo del jirón Lima, este barrio es también de los tradicionales del pueblo. En este se encuentran las instalaciones de la antigua Escuela Normal de Menores N° 393, actualmente denominada I.E. Raúl Córdova Alvarado N° 32226, también se encuentra el famoso "puquio", donde la gente de la ciudad de abastece de agua cuando este servicio presenta problemas.

- Barrio Santa Rosa: Ubicado al norte del puente del mismo nombre y a la margen izquierda del río Torres, es un barrio que se ha caracterizado por una rápida expansión en los últimos años.

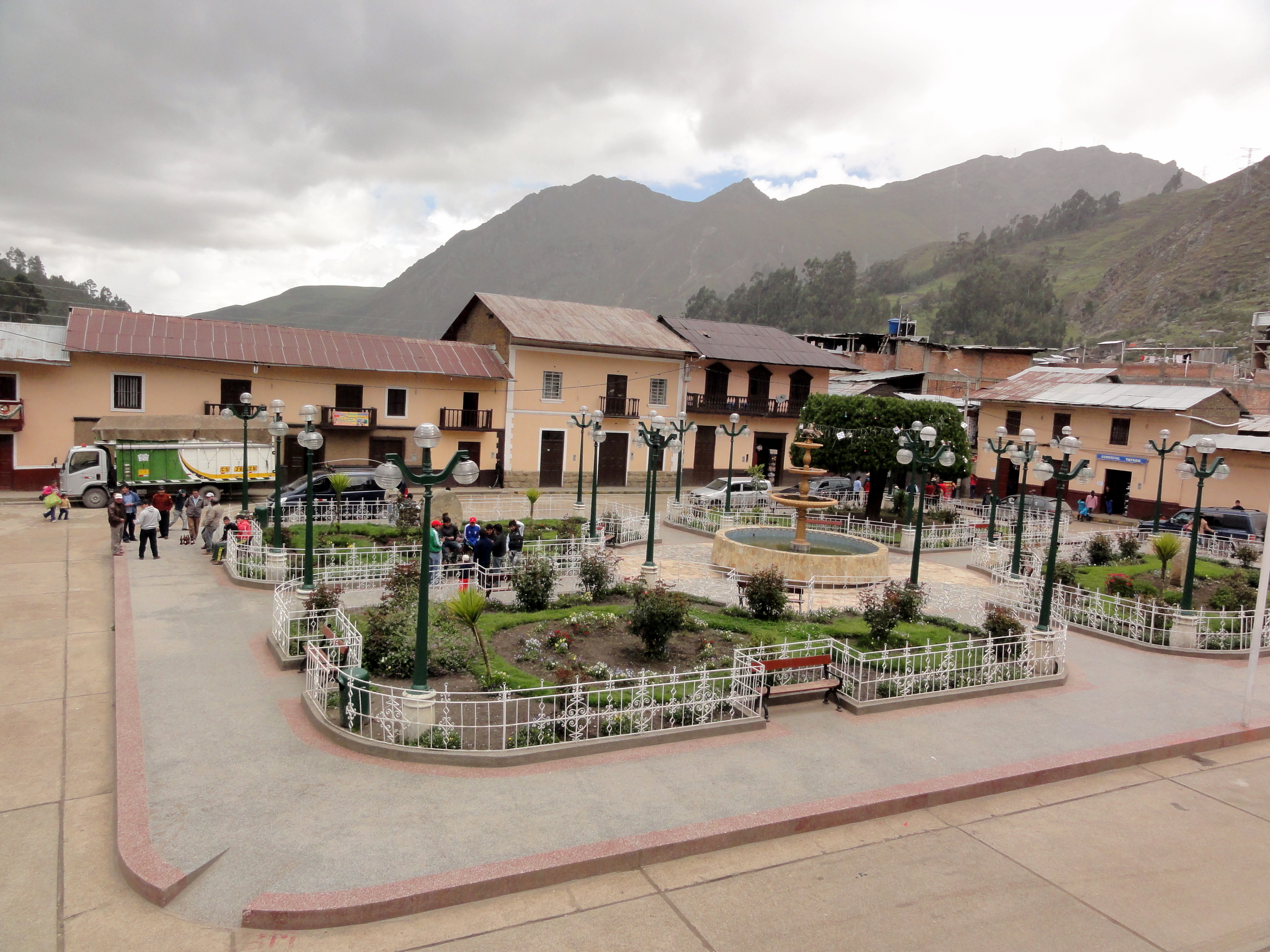
Plaza de Armas de Huallanca

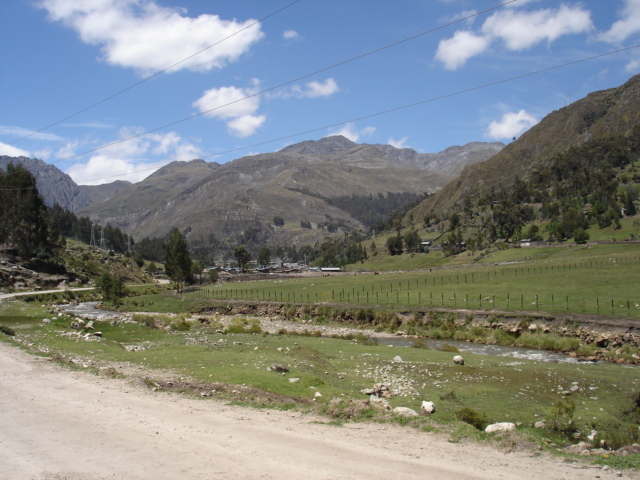
Campiña de Ogopampa

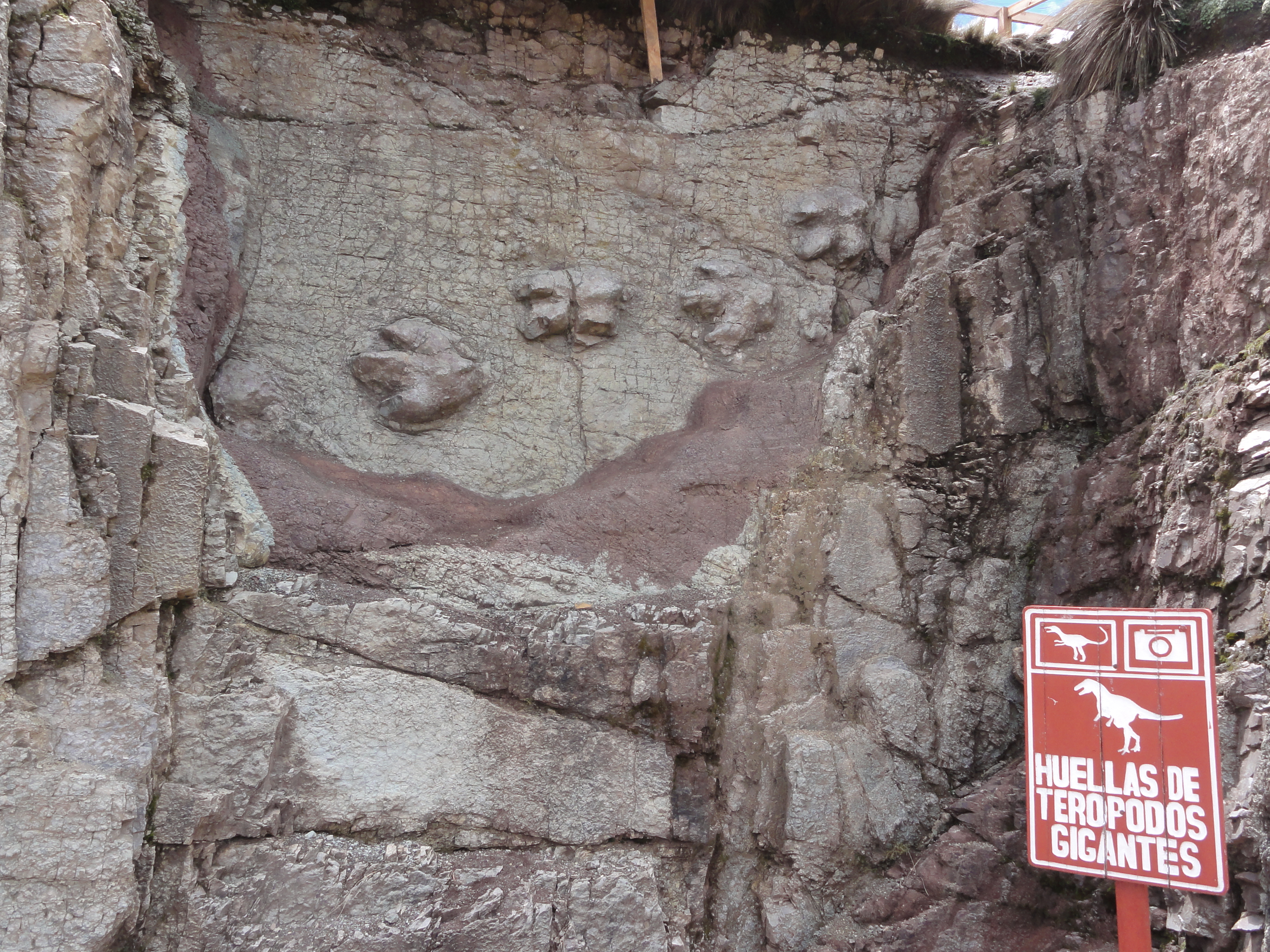
Huellas de dinosaurios, quebrada Palmadera, km 80 carretera a Antamina

## Actividades Económicas
Las principales actividades económicas del distrito de Huallanca son (en orden de aportación económica): La minería, el comercio, la actividad agropecuaria y el turismo
La minería ha sido siempre el motor económico del pueblo y su razón de ser desde su origen. En las épocas de decadencia minera la actividad económica siempre se ha reducido drásticamente. En la actualidad la actividad minera está representada por la mina de Huanzalá, un yacimiento de tipo pórfido - skarn con mineralización económica de Plata, Zinc, Plomo y Cobre (este último no explotado). El yacimiento se encuentra a 8 km al este de la ciudad de Huallanca. Proyectos mineros de interés y futuro impacto económico por su ubicación en territorio huallanquino son los de Hilarión y Atalaya, ambos de tipo vetiforme y de mantos con alto contenido de Zinc, Plomo y Plata. 
La mina Antamina también tiene una significativa influencia en la economía del distrito, por la gran cantidad de huallanquinos que laboran ahí directa o indirectamente, así también por las obras que esta empresa realiza en marco de los acuerdos de apoyo al desarrollo firmados entre la empresa y la municipalidad.
El comercio es la segunda actividad económica de importancia, este se manifiesta en la presencia de numerosas tiendas en la ciudad, así como en la comercialización de productos traídos de otras zonas y que en Huallanca son distribuidos o almacenados para ser llevados a otros mercados. La importancia del movimiento comercial se refleja en la cantidad de salidas diarias que hay de movilidades a diferentes ciudades: a Lima (4 salidas diarias de buses), a Barranca (2 salidas diarias de combis), a Huaraz (3 salidas diarias de minibuses), a La Unión (autos y combis, las cuales conectan a Huánuco), y también las combis que prestan servicio a diferentes comunidades del distrito como Andachupa, Chiuruco, etc.
La actividad agropecuaria, muy importante entre las décadas del 20 al 70 del siglo pasado, pasa en estos momentos por una etapa de recuperación después de su casi desaparición por la mala aplicación de la Reforma Agraria de la dictadura de Velasco. En la actualidad esta actividad tiene una importancia mayor en la crianza de ganado vacuno de lidia, el cual es famoso a nivel regional y requerido en diversos festejos taurinos de la zona; otro importante es el ganado lanar, y la agricultura. El principal producto de sembrío en el territorio de Huallanca es la papa, y en muy menor medida el maíz, el trigo, el olluco y otros.
El Turismo es aún una actividad incipiente y esporádica, restringida a las épocas de fiestas del pueblo (julio y diciembre). En la actualidad la infraestructura hotelera y de restaurantes ha mejorado y aumentado, pero falta aún el desarrollo de rutas turísticas y un circuito que incluya los atractivos naturales y culturales de toda la zona de las provincias de Bolognesi, Dos de Mayo, Yarowilca y Lauricocha. 
Según datos tomados de «Info Huallanca» Nro. 1 la Compañía Minera Santa Luisa de Huanzalá está explotando las minas de Huanzalá, ubicadas en el área distrital. Y por convenio con la Municipalidad de Huallanca, provee al distrito energía eléctrica durante las 24 horas del día, con un consumo promedio de 250 kW, y llegando en horas punta a 400 kW. Esto ha permitido la implementación de una diversidad de talleres de gestión individual o miniempresarial. En el periodo del alcalde anterior, se ha construido un local ad hoc de tres pisos, para el funcionamiento de un instituto tecnológico superior que, paradójicamente, no está creado.Ver en la pág. 5 de la referida publicación.

## Autoridades

### Municipales
- 2015 - 2018[3]
  - Alcalde: Teófilo Marcos Cervantes, del Partido democrático Somos Perú.

## Atractivos turísticos
La zona de Huallanca cuenta con varios atractivos turísticos propios y a su vez, es un puerto de acceso perfecto para la realización de caminatas y viajes en toda la zona.
Entre los principales atractivos turísticos tenemos:
- La ciudad de Huallanca, de un estilo serrano tradicional, cuenta con varias casas de estilo arquitectónico rural europeo, influencia de los inmigrantes llegados durante los siglos XIX y XX. En el local de IE José Carlos Mariátegui se pueden ver aún los restos de la antigua fundición minera de plata La Florida, ex propiedad del empresario minero Carlos Rizo Patrón.

- Las ruinas de Sagrapetaca, ubicadas en la cumbre del cerro del mismo nombre, a 200 m por encima de la ciudad de Huallanca. Es un conjunto de más de 150 edificaciones de carácter urbano y algunas de tipo religioso, ceremonial y militar. Se encuentran en mal estado de conservación siendo urgente su restauración por las autoridades.

- Las ruinas de Contadera en Shipán, ubicadas en el paraje Contadera en la parte alta de Shipan, es un conjunto de carácter militar y de almacenamiento (colca), se encuentra a casi 4000 m s. n. m.

- Ogopampa, (pampa húmeda en quechua), una llanura ubicada a 1.5 km al norte de la ciudad, es el sitio de esparcimiento de los pobladores, especialmente en fines de semana pues ahí se realizan los partidos de fútbol de la liga distrital de la Copa Perú

- Los baños termales de Azulmina, a 7 km al sur de la ciudad de Huallanca, en la parte intermedia de la quebrada del mismo nombre. Provienen de manantiales naturales que afloran en ambas márgenes de la quebrada y que han sido calentadas por actividad magmática hidrotermal y por el fuerte tectonismo de la zona (hasta cerca de 80 °C). Las aguas son ricas en iones de hierro, azufre, calcio, magnesio y manganeso, razón por la cual suelen dejar intensas pátinas en el material encajonante de los canales o tuberías.

- El cañón de Huagtahuaro, desfiladero estrecho y profundo de más de 300 m de altura ubicado a 5 km al Noreste de Huallanca. Formado por la erosión del río Vizcarra sobre las calizas de la formación Jumasha en una zona de falla. Es conocido entre los lugareños por albergar en algunas de sus cuevas estalactitas de origen cárstico que asemejan la forma de un cóndor y un gato colgado, lo que ha dado origen a numerosas leyendas

- Las huellas de dinosaurios de Palmadera, a 20 km al noroeste de la ciudad, se emplazan en rocas de la formación Carhuaz, se observan ictofósiles de terápodos de gran tamaño en impresiones en alto y bajorrelieve.

- Los fósiles de amonites y troncos de Yanashalla, al 20 km al oeste de la ciudad, en el límite con Aquia y Cátac, se observan desperdigados entre las secuencias Chúlec y Pariatambo fósiles de amonites de gran tamaño (más de 50 cm de diámetro), así como troncos fósiles, algunos de hasta 2 m de diámetro.

- Puente Arequipa, ubicado al final del fundo de Chiuruco, sobre una pequeña garganta, cruza el río Ishpag. Inaugurado en 1930 y hecho en calicanto, fue denominado Arequipa en homenaje a la ciudad donde se produjo la revolución que defenestró al presidente A.B. Leguía.

- El glaciar de Chaupijanca.

- El camino inca. En esta zona corresponde al sector Chavín de Huantar - Cerro de Pasco. En Huallanca se observan tramos en buen estado de conservación en la zona de Charán, Lachog, Matash, Ishpag y Andachupa.

### Atractivos turísticos cercanos a Huallanca
- La cordillera de Huayhuash, con varios nevados de más de 6000 m s. n. m., se encuentra ubicada a 45km al sur de la ciudad de Huallanca.

- Las ruinas de Huánuco Viejo o Wanukomarka, complejo Inca que fue la capital del Chinchaysuyu, presenta varios palacios, colcas, construcciones habitacionales, cuarteles, yachaywasi y acllawasi, se encuentra a 20 km al este de Huallanca.

- La laguna de Lauricocha, a 50 km al sur de la ciudad de Huallanca, es una gran laguna de origen glaciar, famosa por albergar en sus bordes las cuevas donde se descubrieron los restos humanos más antiguos del Perú (Hombre de Lauricocha).

## Folclore
- Fiesta patronal, en honor de la Virgen del Carmen, en el mes de julio, que incluye "El rompe" o antevíspera, la víspera, el día central y el día de la presentación, donde ocurre el cambio del mayordomo, responsable que solventa los gastos de la fiesta con el apoyo de parientes y paisanos.
- La única danza es de los «Negritos», que guarda similitud con los de Huánuco, en su vestimenta, número de danzantes, coreografía y el acompañamiento de una banda de músicos- tal como menciona Román Robles Mendoza- en «Las Danzas Andinas[...]» de la revista Folklore(2010) Nro. 3, UNMSM.

## Festividades

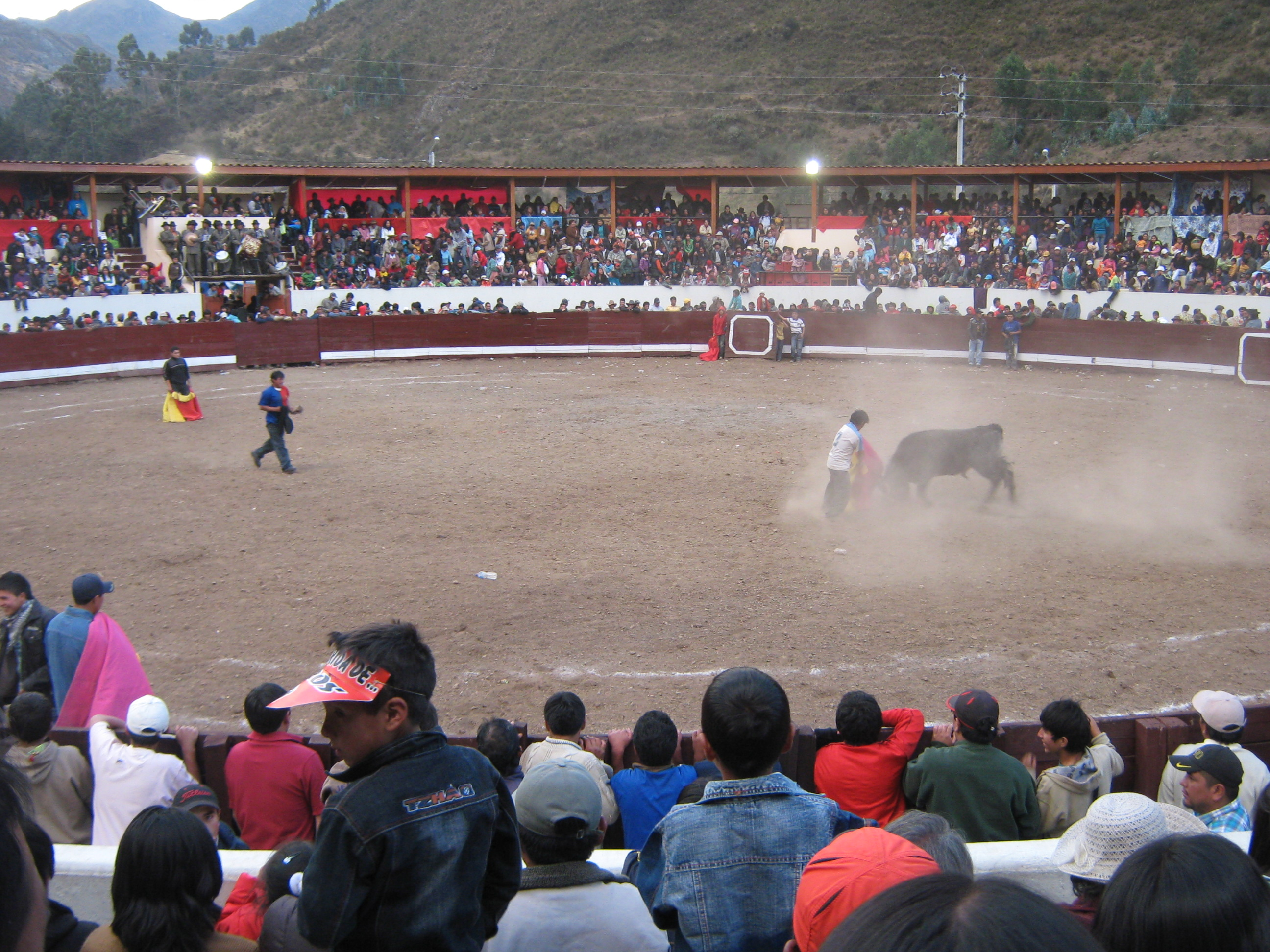
feria taurina en honor a la Virgen del Carmen

- 1 y 2 de enero: Año Nuevo, baile de las cuadrillas de Negritos de Huallanca por las principales calles y la plaza de armas de la ciudad.
- 5 y 6 de enero: Bajada de Reyes, baile de cuadrillas de Negritos de Huallanca conformadas por niños y jóvenes, lo realizan por las calles y plazas de la ciudad.
- Febrero - marzo: Fiestas de carnavales, se realizan los jueves de "comadres" y "compadres", el viernes de "correo", el sábado de "callishtura", domingo de Yunza huallanquina y el miércoles de ceniza la despedida del rey momo.
- Marzo - abril: Semana Santa, comienzan con la procesión del Viernes de Dolores (una semana antes del Viernes Santo) y se realizan procesiones el Domingo de Ramos, Jueves Santo, Viernes Santo y Domingo de Resurrección. En estas festividades se prepara el tradicional Mishki o Dulce de Papa.
- 3 de mayo: Día de las cruces, se adornan y celebran las cruces ubicadas en las capillas de los principales caminos de salida de la ciudad y en muchas comunidades y fundos.
- 16 de julio: Procesión de la Virgen del Carmen, patrona de Huallanca.
- 27 de julio al 1 de agosto: Semana turística de Huallanca, inicia con el desfile de antorchas y verbena por el aniversario nacional. El 28 es el desfile cívico - militar y del 29 de julio al 1 de agosto se realiza la feria taurina de la Virgen del Carmen.
- Octubre: Procesión del Señor de los Milagros el día 28 y del Señor de Burgos el 29 de octubre.
- 1 y 2 de noviembre: Feriados locales por día de Todos los Santos y día de Todos los Difuntos.
- 21 de noviembre: Aniversario de la elevación de Huallanca de asiento minero a pueblo (21-11-1839), principal fecha cívica local, se realizan verbenas, desfiles y corridas de toros.
- Diciembre: Baile de los Negritos de Huallanca por las calles y plazas con motivo de la Navidad (del 24 al 26) y año nuevo (del 31 al 2 de enero) y en honor al Niño Jesús.